# دیوید کروشی
دیوید کروشی (انگلیسی: David Crawshay؛ زادهٔ ۱۱ اوت ۱۹۷۹) قایقران روئینگ اهل استرالیا بود. وی بین سال‌های ۱۹۹۴ تا ۲۰۱۶ میلادی فعالیت می‌کرد.
وی در مسابقات کشوری و بین‌المللی در مجموع برندهٔ ۱ مدال طلا، ۳ مدال نقره، ۲ مدال برنز شده‌است.